# Pavel Kubina
Pavel Kubina (* 15. April 1977 in Čeladná, Tschechoslowakei) ist ein ehemaliger tschechischer Eishockeyspieler, der im Verlauf seiner aktiven Karriere zwischen 1993 und 2013 unter anderem 1021 Spiele für die Tampa Bay Lightning, Toronto Maple Leafs, Atlanta Thrashers und Philadelphia Flyers in der National Hockey League auf der Position des Verteidigers bestritten hat. Kubina gewann – neben dem Stanley Cup mit den Tampa Bay Lightning im Jahr 2004 – zwischen 1999 und 2005 insgesamt dreimal die Goldmedaille mit der tschechischen Nationalmannschaft bei der Weltmeisterschaft. Sein Schwiegervater František Černík war tschechoslowakischer Nationalspieler und ebenfalls Eishockeyweltmeister.

## Karriere
Kubina spielte schon während seiner Juniorenzeit für den HC Vítkovice, bei dem er 1994 als 17-Jähriger auch seine Profikarriere begann. Beim NHL Entry Draft 1996 wurde er von den Tampa Bay Lightning aus der National Hockey League in der siebten Runde als 179. Spieler ausgewählt.
Zur Spielzeit 1996/97 wechselte der Verteidiger nach Nordamerika und spielte dort anfangs im Juniorenbereich bei den Moose Jaw Warriors, die ihn bereits im Vorjahr beim CHL Import Draft 1995 als insgesamt 30. Spieler gezogen hatten, in der Western Hockey League. Als bester Abwehrspieler dort stand er mit Beginn der Saison 1997/98 in Tampas erweitertem NHL-Kader und bestritt dort in seiner Rookiesaison zehn Spiele. Meist wurde er noch in der American Hockey League bei den Adirondack Red Wings eingesetzt. Ab dem Spieljahr 1998/99, das er noch mit wenigen Spielen in der International Hockey League bei den Cleveland Lumberjacks begann, schaffte er den Durchbruch in der NHL.

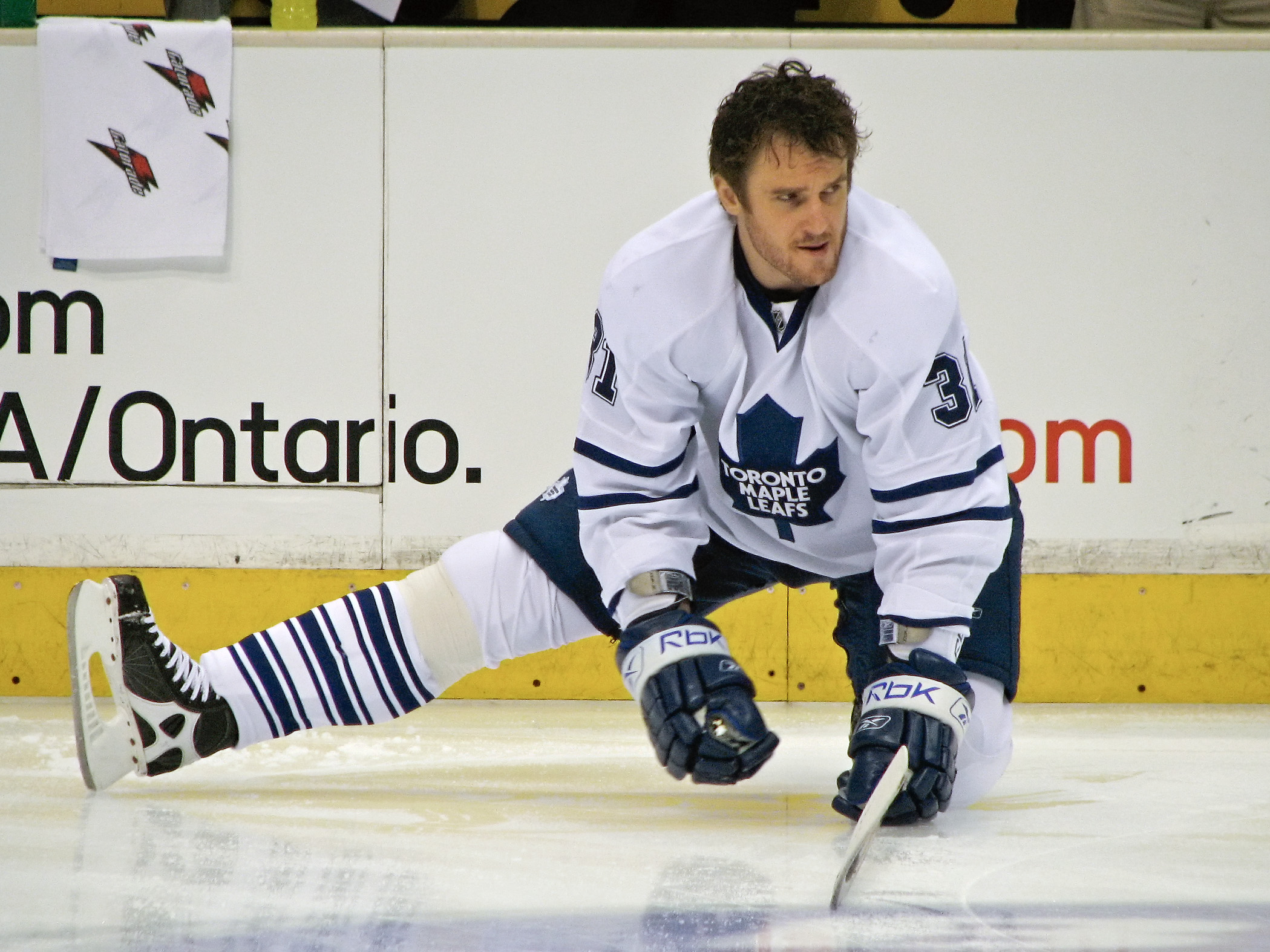
Kubina im Trikot der Toronto Maple Leafs

In der NHL zählte er inzwischen zu den festen Größen. Sowohl als robuster Spieler in der Defensive als auch als offensiver Verteidiger war er in der Liga geachtet. In der Saison 2003/04 hatte er mit 17 Toren großen Anteil am ersten Stanley-Cup-Sieg der Lightning. Seine gute Leistung wurde mit der Teilnahme am NHL All-Star Game 2004 honoriert. Als die NHL streikte, spielte Kubina wieder in Vítkovice für seinen Heimatclub. Nachdem sein Vertrag im Sommer 2006 ausgelaufen war, unterzeichnete er einen Kontrakt bei den Toronto Maple Leafs. Nach einem Foul in der Vorbereitung verpasste er gesperrt den Start in die erste Saison in Toronto. Auch in Toronto etablierte er sich als wertvoller Spieler an der blauen Linie der Leafs.
Am 1. Juli 2009 wechselte Kubina zusammen mit Tim Stapleton im Tausch für Garnet Exelby und Colin Stuart von Toronto zu den Atlanta Thrashers. Auch in Atlanta spielte Kubina eine tragende Rolle in der Verteidigung des Teams und beendete die Saison als zweitbester Verteidiger im Team. Anfang Juli 2010 wurde bekannt, dass die Tampa Bay Lightning Kubina erneut unter Vertrag genommen hatten. Am 18. Februar 2012 transferierten ihn die Bolts im Austausch für Jonathon Kalinski, einem leistungsbedingten Zweitrunden-Wahlrecht im NHL Entry Draft 2013 und einem Viertrunden-Wahlrecht im selben Draft zu den Philadelphia Flyers. Dort beendete er die Spielzeit, fand für das Folgejahr aber zunächst keinen neuen Arbeitgeber. Im Februar 2013 wurde Kubina vom Genève-Servette HC aus der Schweizer National League A bis zum Saisonende verpflichtet, ehe er im Dezember – erneut vereinslos – im Alter von 36 Jahren seinen Rückzug aus dem Profisport bekannt gab.

### International
Kubina vertrat sein Heimatland Tschechien bei der U20-Junioren-Weltmeisterschaft 1996, den Eishockey-Weltmeisterschaften 1999, als er in das All-Star-Team des Turniers gewählt wurde, 2001, 2002 und 2005 sowie den Olympischen Winterspielen 2002 in Salt Lake City, 2006 in Turin und 2010 in Vancouver.
In den Jahren 1999, 2001 und 2005 feierte Kubina jeweils den Gewinn des Weltmeistertitels. Im Jahr 2006 gewann er mit den Tschechen die Bronzemedaille bei den Olympischen Winterspielen.

## Erfolge und Auszeichnungen
- 2004 Teilnahme am NHL All-Star Game
- 2004 Stanley-Cup-Gewinn mit den Tampa Bay Lightning

### International
| - 1999 Goldmedaille bei der Weltmeisterschaft - 1999 All-Star-Team der Weltmeisterschaft - 2001 Goldmedaille bei der Weltmeisterschaft | - 2005 Goldmedaille bei der Weltmeisterschaft - 2006 Bronzemedaille bei den Olympischen Winterspielen |

## Karrierestatistik

### International
Vertrat Tschechien bei:
| - Junioren-Weltmeisterschaft 1996 - Weltmeisterschaft 1999 - Weltmeisterschaft 2001 - Olympischen Winterspielen 2002 | - Weltmeisterschaft 2002 - Weltmeisterschaft 2005 - Olympischen Winterspielen 2006 - Olympischen Winterspielen 2010 |

(Legende zur Spielerstatistik: Sp oder GP = absolvierte Spiele; T oder G = erzielte Tore; V oder A = erzielte Assists; Pkt oder Pts = erzielte Scorerpunkte; SM oder PIM = erhaltene Strafminuten; +/− = Plus/Minus-Bilanz; PP = erzielte Überzahltore; SH = erzielte Unterzahltore; GW = erzielte Siegtore; 1 Play-downs/Relegation; Kursiv: Statistik nicht vollständig)